# الظهار (بني سعد)

تعديل مصدري - تعديل

الظهار هي إحدى قرى عزلة بني سباء بمديرية بني سعد التابعة لمحافظة المحويت، بلغ تعداد سكانها 97 نسمة حسب تعداد اليمن لعام 2004.